# Grue Finnskog

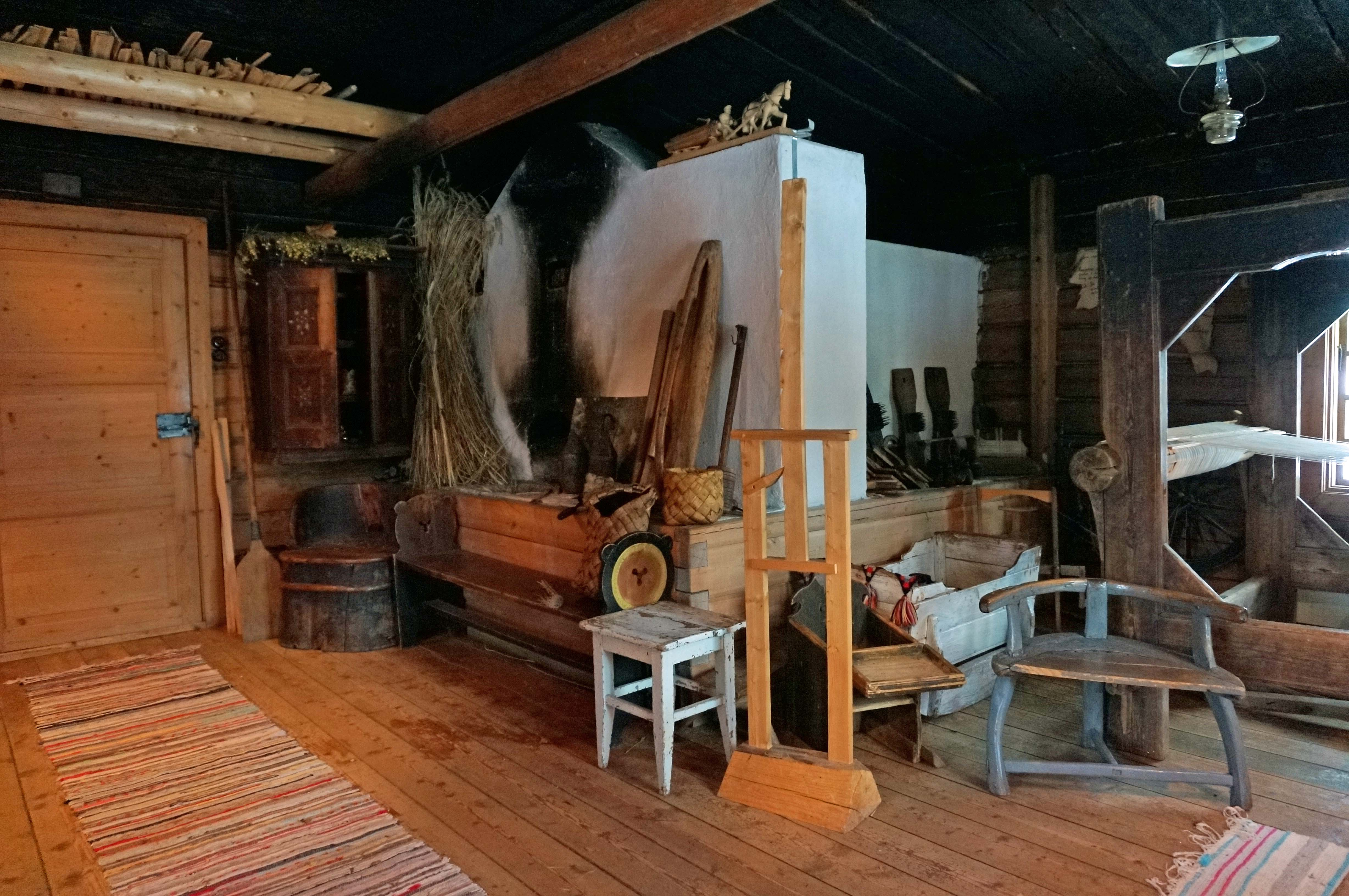
Rökstuga på Norsk Skogfinsk Museums Finnetunet i Svullrya

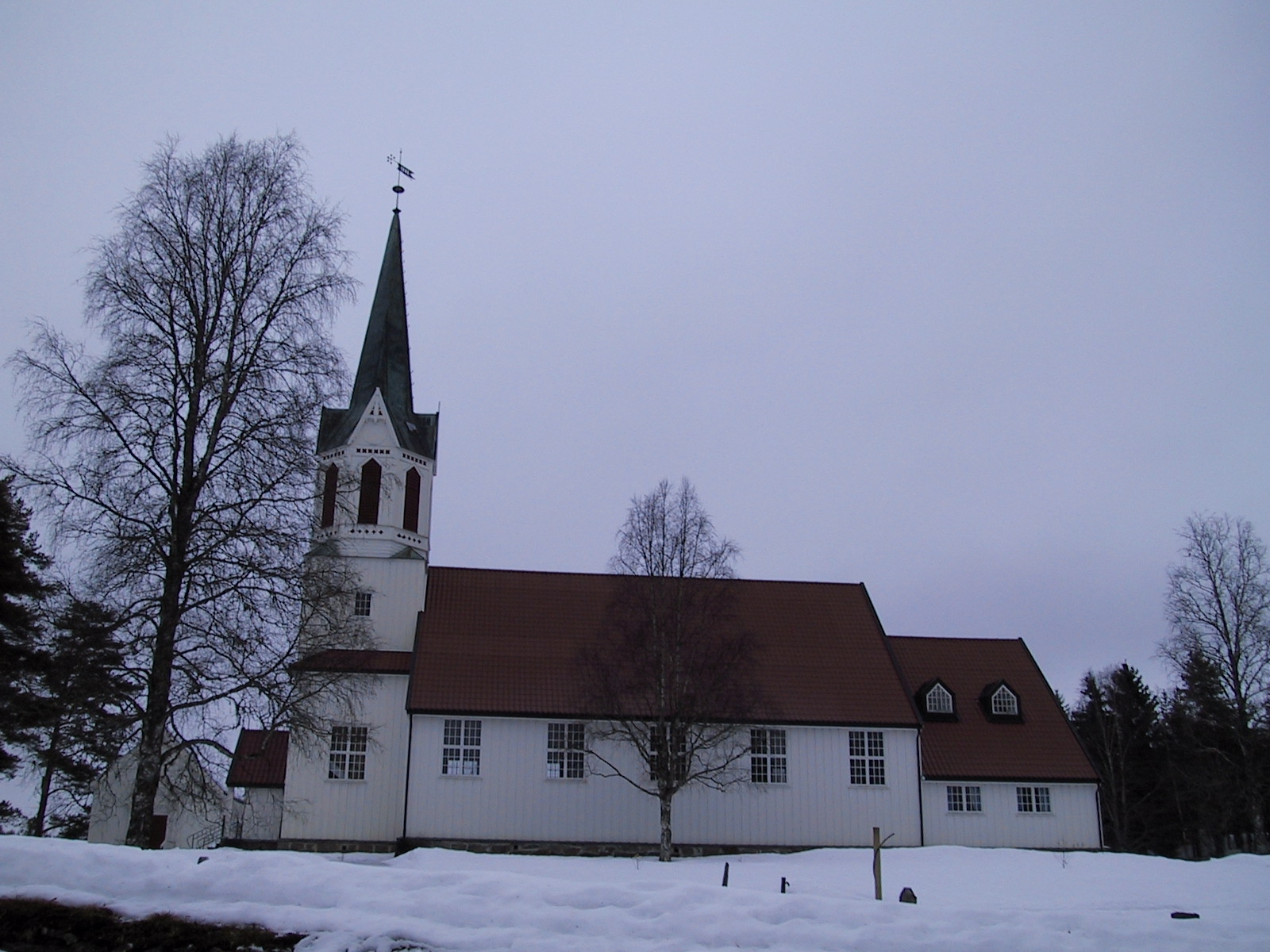
Grue Finnskogs kyrka i Svullrya från 1866

Grue Finnskog är en finnskog i Grue kommun i Innlandet fylke i östra Norge. Området utgör en socken inom den Norska kyrkan och ligger centralt i det norska finnskogsområdet där det sträcker sig från sjön Skasen och österut till gränsen mellan Norge och Sverige. Norr om Grue Finnskog ligger Hof Finnskog i Åsnes kommun.
Grue Finnskog var ett tidigt centrum för immigration av skogsfinnar i Norge, i ett bälte med ungefär 32 kilometers bredd och längs gränsen till Värmland i kommunerna Brandval, Grue, Hof, Åsnes och Våler. De första bosättningarna skedde i trakten av sjön Røgden.
I Svullrya, som är ett kulturellt centrum för de norska finnskogarna, ligger Norsk Skogfinsk Museum. Det har utställningslokaler i Svullrya Gamle skole samt ett friluftsmuseum i det bredvidliggande Finnetunet. Det äger också i Svullrya Åsta Holths tidigare hem Leiråker, som hålls öppet som ett författarmuseum.
En ny museibyggnad för Norsk Skogfinsk Museum planeras i närheten av nuvarande museianläggningar vid floden Rotna.